# Atletica leggera ai Giochi della XIV Olimpiade - 400 metri piani

Video della Finale (film ufficiale dei Giochi)

La competizione dei 400 metri piani maschili di atletica leggera ai Giochi della XIV Olimpiade si è disputata nei giorni 4 e 5 agosto 1948 allo Stadio di Wembley a Londra.

## L'eccellenza mondiale
| Primatista mondiale  | 45"9 (46"00) 1948 | Herbert McKenley | Presente |
| Vincitore Trials USA | 46"6              | Mal Whitfield    | Presente |

## La gara
Il giamaicano McKenley arriva a Londra come nuovo detentore del record del mondo. Per la prima volta dal 1896, il capolista mondiale nell'anno olimpico non è un atleta degli USA.

La gara è collocata in calendario dopo gli 800 metri, che hanno visto il successo di Mal Whitfield davanti al giamaicano Arthur Wint.

Wint segna il miglior tempo dei turni di qualificazione (46"3 in semifinale), migliorando il proprio personale di 7 decimi e portandosi a solo un decimo dal record olimpico. McKenley prevale nell'altra semifinale. Il primatista mondiale è il favorito per il titolo.

In finale Herbert McKenley, invece di controllare gli avversari, fa una gara all'attacco percorrendo i primi 200 metri in un folle 21"4. A 300 metri è in debito d'ossigeno e viene ripreso dal connazionale Wint, che lo supera nel rettilineo finale segnando il nuovo record olimpico. Terzo è Whitfield.
Arthur Wint è il primo giamaicano a vincere l'oro alle Olimpiadi, anche tenendo conto delle edizioni prebelliche, quando la Giamaica era una colonia britannica.

## Risultati

### Turni eliminatori
| 12 Batterie        | 4 agosto | 53 iscritti   | Si qualificano i primi 2. |
| 4 Quarti di finale | 4 agosto | 6 + 6 + 6 + 6 | Si qualificano i primi 3. |
| 2 Semifinali       | 5 agosto | 6 + 6         | Si qualificano i primi 3. |
| Finale             | 5 agosto | 6 concorrenti |                           |

### Batterie
| Pos. | Atleta               | Nazione            | Tempo |
| ---- | -------------------- | ------------------ | ----- |
| 1    | James Reardon        | Irlanda            | 48"4  |
| 2    | Marko Račič          | Jugoslavia         | 50"5  |
| 3    | Chen Yinglang        | Repubblica di Cina | 50"9  |
| 4    | Georgios Karageorgos | Grecia             | 54"5  |

| Pos. | Atleta            | Nazione   | Tempo |
| ---- | ----------------- | --------- | ----- |
| 1    | Herbert McKenley  | Giamaica  | 48"4  |
| 2    | Carl Rune Larsson | Svezia    | 49"2  |
| 3    | Ferenc Bánhalmi   | Ungheria  | 49"6  |
| 4    | Jaime Aparicio    | Colombia  | 50"8  |
| 5    | Guillermo Evans   | Argentina | 51"8  |

| Pos. | Atleta           | Nazione    | Tempo |
| ---- | ---------------- | ---------- | ----- |
| 1    | Zvonko Sabolović | Jugoslavia | 49"9  |
| 2    | Kurt Lundquist   | Svezia     | 50"0  |
| 3    | Antonio Pocoví   | Argentina  | 50"7  |
| 4    | Mario Rosas      | Colombia   | 51"4  |
| 5    | L. Hasso         | Iraq       | 56"8  |

| Pos. | Atleta          | Nazione   | Tempo |
| ---- | --------------- | --------- | ----- |
| 1    | George Rhoden   | Giamaica  | 48"4  |
| 2    | Dennis Shore    | Sudafrica | 49"0  |
| 3    | Oskar Hardmeier | Svizzera  | 49"2  |
| 4    | Angel García    | Cuba      | 50"2  |
| 5    | William Ramsay  | Australia | 50"3  |

| Pos. | Atleta        | Nazione | Tempo |
| ---- | ------------- | ------- | ----- |
| 1    | Jacques Lunis | Francia | 49"3  |
| 2    | Folke Alnevik | Svezia  | 50"2  |
| 3    | Carlos Monges | Messico | 50"9  |

| Pos. | Atleta       | Nazione     | Tempo |
| ---- | ------------ | ----------- | ----- |
| 1    | David Bolen  | Stati Uniti | 50"1  |
| 2    | John Bartram | Australia   | 50"8  |
| 3    | Hazzard Dill | Bermuda     | 53"0  |

| Pos. | Atleta            | Nazione       | Tempo |
| ---- | ----------------- | ------------- | ----- |
| 1    | Leslie Lewis      | Gran Bretagna | 48"9  |
| 2    | Bjørn Vade        | Norvegia      | 49"6  |
| 3    | Ernest McCullough | Canada        | 49"9  |
| 4    | Walter Keller     | Svizzera      | 50"3  |
| 5    | Runar Holmberg    | Finlandia     | 50"6  |

| Pos. | Atleta           | Nazione       | Tempo |
| ---- | ---------------- | ------------- | ----- |
| 1    | Mal Whitfield    | Stati Uniti   | 48"3  |
| 2    | Bill Roberts     | Gran Bretagna | 48"9  |
| 3    | Donald McFarlane | Canada        | 49"5  |
| 4    | Olavi Talja      | Finlandia     | 50"4  |
| 5    | Max Trepp        | Svizzera      | 50"9  |

| Pos. | Atleta             | Nazione   | Tempo |
| ---- | ------------------ | --------- | ----- |
| 1    | Arthur Wint        | Giamaica  | 47"7  |
| 2    | François Schewetta | Francia   | 48"9  |
| 3    | John De Saram      | Ceylon    | 51"2  |
| 4    | Tauno Suvanto      | Finlandia | 51"5  |
| 5    | Doğan Acarbay      | Turchia   | 53"0  |

| Pos. | Atleta         | Nazione   | Tempo |
| ---- | -------------- | --------- | ----- |
| 1    | Morris Curotta | Australia | 49"1  |
| 2    | Rosalvo Ramos  | Brasile   | 49"2  |
| 3    | Raymond Crapet | Francia   | 49"4  |
| 4    | Kemal Horulu   | Turchia   | 51"5  |

| Pos. | Atleta            | Nazione       | Tempo |
| ---- | ----------------- | ------------- | ----- |
| 1    | George Guida      | Stati Uniti   | 49"0  |
| 2    | Derek Pugh        | Gran Bretagna | 49"3  |
| 3    | Gustavo Ehlers    | Cile          | 49"5  |
| 4    | Stefanos Petrakis | Grecia        | 54"5  |

| Pos. | Atleta              | Nazione | Tempo |
| ---- | ------------------- | ------- | ----- |
| 1    | Herman Kunnen       | Belgio  | 50"0  |
| 2    | Robert McFarlane    | Canada  | 50"6  |
| 3    | Reynir Sigurðsson   | Islanda | 51"4  |
| 4    | Jaime Itlmann       | Cile    | 51"5  |
| 5    | Stylianos Stratakos | Grecia  | 52"8  |

### Quarti di finale
| Pos. | Atleta           | Nazione       | Tempo |
| ---- | ---------------- | ------------- | ----- |
| 1    | Mal Whitfield    | Stati Uniti   | 48"0  |
| 2    | George Rhoden    | Giamaica      | 48"6  |
| 3    | Rosalvo Ramos    | Brasile       | 48"7  |
| 4    | Leslie Lewis     | Gran Bretagna | 49"2  |
| 5    | Zvonko Sabolović | Jugoslavia    | 49"5  |
| 6    | Folke Alnevik    | Svezia        | 50"6  |

| Pos. | Atleta         | Nazione       | Tempo |
| ---- | -------------- | ------------- | ----- |
| 1    | Arthur Wint    | Giamaica      | 47"7  |
| 2    | Morris Curotta | Australia     | 48"4  |
| 3    | Dennis Shore   | Sudafrica     | 48"5  |
| 4    | Bill Roberts   | Gran Bretagna | 48"6  |
| 5    | Bjørn Vade     | Norvegia      | 49"7  |
| -    | Herman Kunnen  | Belgio        | NP    |

| Pos. | Atleta             | Nazione     | Tempo |
| ---- | ------------------ | ----------- | ----- |
| 1    | Herbert McKenley   | Giamaica    | 48"0  |
| 2    | George Guida       | Stati Uniti | 48"0  |
| 3    | Carl Rune Larsson  | Svezia      | 48"8  |
| 4    | John Bartram       | Australia   | 49"9  |
| 5    | François Schewetta | Francia     | 49"9  |
| 6    | Marko Račič        | Jugoslavia  | 52"1  |

| Pos. | Atleta           | Nazione       | Tempo |
| ---- | ---------------- | ------------- | ----- |
| 1    | David Bolen      | Stati Uniti   | 48"0  |
| 2    | James Reardon    | Irlanda       | 48"3  |
| 3    | Robert McFarlane | Canada        | 48"4  |
| 4    | Kurt Lundquist   | Svezia        | 48"4  |
| 5    | Derek Pugh       | Gran Bretagna | 48"8  |
| 6    | Jacques Lunis    | Francia       | 48"9  |

### Semifinali
| Pos. | Atleta            | Nazione     | Tempo |
| ---- | ----------------- | ----------- | ----- |
| 1    | Arthur Wint       | Giamaica    | 46"3  |
| 2    | Morris Curotta    | Australia   | 47"2  |
| 3    | Mal Whitfield     | Stati Uniti | 47"4  |
| 4    | George Rhoden     | Giamaica    | 47"7  |
| 5    | James Reardon     | Irlanda     | 47"8  |
| -    | Carl Rune Larsson | Svezia      | NP    |

| Pos. | Atleta           | Nazione     | Tempo |
| ---- | ---------------- | ----------- | ----- |
| 1    | Herbert McKenley | Giamaica    | 47"3  |
| 2    | David Bolen      | Stati Uniti | 47"9  |
| 3    | George Guida     | Stati Uniti | 48"3  |
| 4    | Dennis Shore     | Sudafrica   | 48"8  |
| 5    | Rosalvo Ramos    | Brasile     | 49"1  |
| 6    | Robert McFarlane | Canada      | 51"7  |

### Finale
| Pos.    | Corsia | Atleta           | Età | Nazione     | Tempo |
| ------- | ------ | ---------------- | --- | ----------- | ----- |
| Oro     | 4      | Arthur Wint      | 28  | Giamaica    | 46"2  |
| Argento | 3      | Herbert McKenley | 26  | Giamaica    | 46"4  |
| Bronzo  | 5      | Mal Whitfield    | 23  | Stati Uniti | 46"9  |
| 4       | 2      | David Bolen      | 24  | Stati Uniti | 47"2  |
| 5       | 6      | Morris Curotta   | 19  | Australia   | 47"9  |
| 6       | 7      | George Guida     | 23  | Stati Uniti | 50"2  |